# Iwan Prywałow
Iwan Wasylowycz Prywałow (ukr. Іван Васильович Привалов, ros. Иван Васильевич Привалов, Iwan Wasiljewicz Priwałow; ur. 27 lutego?/12 marca 1902 w Charkowie, zm. 26 stycznia 1974 w Charkowie) – ukraiński piłkarz, grający na pozycji lewego pomocnika, sędzia piłkarski.

## Kariera piłkarska

### Kariera klubowa
W 1920 rozpoczął karierę piłkarską w drużynie Szturm Charków, skąd w 1924 roku przeszedł do KFK Charków, a w 1925 do zespołu Rabis Charków. W 1928 został piłkarzem Dynama Charków, w którym pełnił funkcję kapitana drużyny, a w 1936 debiutował w Mistrzostwach ZSRR. W 1938 przeniósł się do Spartaka Charków, w którym zakończył karierę piłkarską w 1939.

### Kariera reprezentacyjna
Bronił barw reprezentacji Charkowa (1920-1935) i Ukraińskiej SRR (1928-1935). Od 1930 kapitan reprezentacji Ukraińskiej SRR. W latach 1924–1925 rozegrał dwa oficjalne mecze w reprezentacji ZSRR przeciwko Turcji, a w 1931-1935 pięć nieoficjalnych. W 1926, 1927 i 1930 występował przeciwko robotniczych drużyn Niemiec, Austrii, Łotwy, Norwegii.

## Kariera trenerska
W latach 1940–1941 sędziował 5 meczów w Grupie A ZSRR. Potem zajmował się popularyzacją piłki nożnej w różnych organizacjach piłkarskich Charkowa. Zmarł 26 stycznia 1974 w Charkowie w wieku 72 lat.

## Sukcesy i odznaczenia

### Sukcesy klubowe
- mistrz ZSRR: 1924
- wicemistrz ZSRR: 1928
- brązowy medalista Mistrzostw ZSRR: 1935.
- wicemistrz Ogólnokrajowej Spartakiady: 1928
- mistrz Ukraińskiej SRR: 1922, 1923, 1924, 1927, 1928, 1932, 1934

### Sukcesy indywidualne
- wybrany do listy 44 oraz 33 najlepszych piłkarzy ZSRR według magazynu FiS: Nr 3 (1928), Nr 1 (1930)
- wybrany do listy 33 najlepszych piłkarzy ZSRR: Nr 1 (1933)

### Odznaczenia
- nagrodzony tytułem Zasłużonego Mistrza Sportu ZSRR: 1934
- nagrodzony tytułem sędzia kategorii ogólnokrajowej: 1941